# Bolbitius mexicanus
Bolbitius mexicanus är en svampart som först beskrevs av William Alphonso Murrill, och fick sitt nu gällande namn av William Alphonso Murrill 1912. Bolbitius mexicanus ingår i släktet Bolbitius och familjen Bolbitiaceae.   Inga underarter finns listade i Catalogue of Life.